# Hale and Pace
Hale and Pace van ser un duet còmic anglès que actuava a clubs, a la ràdio i a la televisió del Regne Unit en les dècades del 1980 i 1990. El duet era format per Gareth Hale i Norman Pace, i van actuar al programa de televisió Hale and Pace durant deu anys i 66 episodis, entre 1988 i 1998.

## Primers anys
Gareth Hale (nascut el 15 de gener de 1953) i Norman Pace (nascut el 17 de febrer de 1953) es van trobar a l'escola de mestre d'Avery Hill a Eltham, Sud-est de Londres. Van descobrir molt en comú, sobretot l'humor, i van començar a actuar a clubs com a duet còmic. Un dels clubs on més els agradava actuar era "The Tramshed" a Woolwich. Això es va convertir en un guió d'esquetxs, amb un espectacle titulat Don't Stop Now - It's Fundation. Abans d'aparèixer a la televisió, van fer espectacles a Radio 4 basats en les actuacions a the Tramshed. Les seves primeres actuacions a televisió foren The Entertainers (1984), Pushing Up Daisies (1984) i van continuar apareixent a l'espectacle d'esquetxos de Channel 4 Coming Next (1985) i s Saturday Gang (1986). També aparegueren a Els joves tres vegades, als episodis "Flood", "Nasty" i "Time".

## London Weekend Television show
Després d'un únic especial per a London Weekend Television el nadal de 1986, se'ls va donar una temporada completa el 1988. La primera temporada va guanyar la Rosa d'Or de Montreux, així com el premi de la premsa. La seva relació amb ITV va durar una dècada, la majoria dels seus programes sortien al voltant de les 22:00 del diumenge. Les seves creacions còmiques més famoses són els rebotadors de pedra a la cara The Two Rons, també conegut com The Management, que inclou la frase 'I do Ron, Ron' en les seves converses estilitzades en una referència a la cançó "Da Doo Ron Ron" de The Crystals. També són famosos pels seus presentadors de televisió infantil, sempre somrients i vestits de manera vistosa Billy (Hale) i Johnny (Pace). Alguns dels seus esquetxos de televisió van causar controvèrsia, sobretot aquell en què pretenien haver posat un gat en un microones. Aquest clip els va posar als "50 most shocking comedy moments" i creuen que l'esquetx els va donar la notorietat que volien per treballar en temporades posteriors. Van apareixen en un esquetx del primer episodi de la segona temporada, on Norman té un nadó i tots dos es mouen de banda per mostrar el microones que hi ha al darrere. Gareth llança una moneda i el nadó la torna vomitant sobre el braç de Norman. Altres esquetxos van ser durament criticats per ser pervertits o gairebé pornogràfics. Un esquetx va mostrar a una parella britànica que quedava amb una parella sueca. Els suecs eren nudistes i anaven nus, amb l'home (Hale) demanant constantment sobre molts detalls íntims de la seva vida sexual. Encara que la parella britànica es mostrava clarament commocionada i ofesa, finalment manifesten que els seus amfitrions suecs són avorrits. En un moment donat, la parella sueca es filma amb nuesa frontal completa. Els seus genitals només s'oculten pel posicionament dels caps de parella britànica.
La sèrie també destaca per la seva quantitat de números musicals; cada episodi presentava almenys una cançó original interpretada per Hale i/o Pace.

### Llista de temporades
| Temporada | Episodis | Publicat originalment al Regne Unit | Director         | Productor        | Tema de l'episodi | Esquetxos recurrents |
| --------- | -------- | ----------------------------------- | ---------------- | ---------------- | --- | --- |
| 1         | 7        | 02/10/1988 – 13/11/1988             | Vic Finch        | Alan Nixon       | Cada episodi comença amb un exquetx abans de procedir a la introducció, que és un colorit muntatge de Hale & Pace. Els dos còmics tenen una imatge individual des de la cintura cap amunt i després es mostren en una seqüència ràpida. Durant la introducció s'utilitza un fons de colors que consisteix principalment en un color porpra / rosa amb esquitxades de groc i verd. Al final, es mostra el títol de l'espectacle amb els noms Hale (color verd) i Pace (color groc). Hi ha força actuacions en escena en directe durant aquesta sèrie, inclosos The two Rons. | - Two Rons (amb pollastre de goma) - Billy & Johnny - Jed & Dave - "Readings from my latest anthology", de Groovy Wordbender (1) Don't be a square, be a rhombus (2) Ain't got no Daddio, bastardio (3) Nitrous oxide – What a gas! - El noi és engreixat, imitant la sèrie The Singing Detective - Segments del blooper deliberats - Espectacle de carrer antic                                           |
| 2         | 6        | 01/10/1989 – 05/11/1989             | David G. Hillier | Alan Nixon       | Idèntic a la primera temporada (1988). | - The two Rons - Billy & Johnny - Jed & Dave |
| 3         | 6        | 30/09/1990 – 04/11/1990             | David G. Hillier | Alan Nixon       | Hale & Pace en un entorn de principis del segle xx, amb Hale portant un vell barret i Pace amb un monocle. Pollastre, plomes de pollastre i un pollastre de goma s'estan agitant a l'habitació per alguna raó. La introducció acaba de fer zoom a les seves cares, ambdós treuen les seves llengües, la llengua de Hale que hi mostra escrit "Hale" i Pace mostra "Peace". El "&" està escrit a la mà de Pace que se situa darrere d'ells, però entre els seus dos caps, presentant el títol "Hale & Pace". Cada espectacle acaba amb un tret nu dels culs de Hale & Pace amb el seu nom escrit (és a dir, imitant la introducció amb les llengües). Es va convertir en la sèrie en la qual es va mostrar per primera vegada l'esquetx del presoner. Semblava tan realista que Lisa Blair va donar resposta a LWT per preguntar-li per què Val Lehman li havia retret el paper de Bea Smith en un altre episodi. | - Ancians sentats a les cadires xerrant - The two Rons |
| 4         | 6        | 29/09/1991 – 03/11/1991             | David G. Hillier | David G. Hillier | S'usa un tema d'aigua en aquesta temporada pels crèdits i anuncis (els crèdits van ser dissenyats per Jan Pinkava mentre començava a Digital Pictures a Londres). Hale & Pace tenen l'aspecte de submergir-se en l'aigua i centrar-se en els peixos que hi passen. Un tauró nada de dreta a esquerra de la pantalla i obre les mandíbules per començar l'espectacle. Quan tallen per publicitat, el mateix tauró mostra la seva boca amb Hale & Pace. | - The two Rons - Jed & Dave - Billy & Johnny |
| 5         | 7        | 24/01/1993 – 07/03/1993             |                  |                  | | |
| 6         | 7        | 19/09/1993 – 31/10/1993             |                  |                  | | |
| 7         | 7        | 18/09/1994 – 30/10/1994             |                  |                  | Hale & Pace ballen i giren davant d'un fons digital en blanc i negre. En la majoria dels casos, el blanc i negre es representa de manera desigual a la pantalla (és a dir, de vegades més negre que blanc i viceversa). No es mostra cap títol formal (Hale & Pace) i la cançó de suport és "I feel good". També hi ha molts esquetxos realitzats en un escenari en viu durant aquesta temporada on l'escenari té un fons enorme amb les lletres "HALE" col·locades a sobre de "PACE". Cada episodi comença amb les dues estrelles a l'escenari i les seves jaquetes se les posen persones diferents cada setmana. | - Els tresors artistics de Sister Wendy - The Golfing Cabbies - Sauna Sueca - Open University - Jeans adverteixs (Levi) - Força de Força Innecesària - Mr. Poppy |
| 8         | 6        | 08/10/1995 – 19/11/1995             | Peter Orton      | Mark Robson      | Hale & Pace ballen i giren davant d'un fons digital en blanc i negre. En la majoria dels casos, el blanc i negre es representa de manera desigual a la pantalla (és a dir, de vegades més negre que blanc i viceversa). No es mostra cap títol formal (Hale & Pace) però el duet actua a veu lliure introduint el programa com "Hale & Pace". Hale entra per una porta que actua com a transició de la introducció a l'esquetx d'obertura. També hi ha molts esquetxs realitzats en un escenari en viu durant aquesta temporada on l'escenari té un fons enorme amb les lletres "HALE" col·locades a sobre de "PACE". | - Billy & Johnny - Curly & Nige: (1) Porters d'hospital (2) Anar de campament - Jed & Dave a la carretera - Cabines de Londres - John & Yokel - Sven & Benny (a la sauna) |
| 9         | 7        | 05/01/1997 – 16/02/1997             |                  |                  | 4 peces separades de les cares de Hale & Pace que s'agiten i s'uneixen correctament. Les seves cares són expressions canviants mentre s'ajunten i un cop que completen el seu nom (i.e. Gareth Hale) apareixen a la seva petita pissarra. Al final de la introducció, la càmera fa zoom a la pissarra petita mostrant el títol del programa "Hale & Pace". A continuació, passa al primer esquetx de l'espectacle. | - Cabines de Londres - Cambrer amb "pebre negre" - Estàs nerviós ... nerviós ara? - Curly & Nige: (1) Al garatge (2) A la botiga D.I.Y - Xerife americà i el seu ajudant - Els rapers amb roba baggy - Yorkshiremen - El cap criminal i el seu múscul - Dues pel-roges que copien el final del que diu la gent - Transpotters - Gent gran que no pot jurar - Un home meditant que desitja que passin coses |
| 10        | 6        | 23/07/1998 – 27/08/1998             |                  |                  | | - The Dopplers - A la botiga de peix i patates fregides - A l'espectacle de màgia - Entrevistat per un agent de policia sobre un cotxe |

### Estrelles convidades
Des de la primera temporada, Hale i Pace tenien convidats al seu programa. Inicialment, es tractava (llavors) d'intèrprets poc coneguts com a Ainsley Harriot, Annette Badland i Harry Enfield. Un cop que Hale i Pace esdevingueren més coneguts, van aparèixer més famosos als programes, com els snookers Steve Davis i Jimmy White.

## Altres aparicions
A més del seu senzill de 1991 "The Stonk", l duet també va aparèixer com a "The Two Rons" en una campanya de seguretat de focs artificials realitzada al voltant de la Nit de Guy Fawkes, en els tràilers que es van mostrar durant alguns anys a finals dels anys 1980 / principis dels 1990, sovint a les franges horàries, directament després de la BBC Children, però també ocasionalment durant les pauses comercials d'ITV.
Hale i Pace treballaren en una organització benèfica amb un càrrec des de 1992 de portaveus de la Campanya Nacional de Sensibilització sobre els Ous. Es van traslladar a la BBC el 1997 i van protagonitzar la sèrie en tres parts, Jobs for the Boys, un programa no còmic en què van assumir diversos reptes laborals. Un d'aquests reptes era escriure l'entrada al Regne Unit per al Festival de la Cançó d'Eurovisió. Van ser ajudats i tutoritzats per Rick Wakeman, Bruce Welch (de The Shadows - participant el 1975), Lynsey de Paul (participant el 1977), Pearl Carr i Teddy Johnson (participants el 1959), Cheryl Baker (de Bucks Fizz - participants el 1981), Lee Sheriden i Nicky Stevens (de Brotherhood of Man - participants de 1976), Björn Again, l'antiga presentadora d'Eurovisioó Katie Boyle, Johnny Logan, Katrina Leskanich (d Katrina and the Waves - participant el 1997), el lletrista Don Black, i el presentador de ràdio Ken Bruce.
El duet també va aparèixer, breument, com ald companys de botiga Harvey i Len, a la primera part de la història de Doctor Who del 1989 Survival. Això els va donar la distinció d'aparèixer en el que va ser el darrer episodi de la sèrie original de 1963 a 1989.
També van aparèixer al programa h&p@bbc de 1999. De la mateixa manera, la seva dramatització dels detectius Dalziel and Pascoe per ITV el 1994 no va tenir continuació, la BBC després van intentar la serialització amb més èxit, amb Warren Clarke i Colin Buchanan en els seus papers. Van aparèixer treballant en una sabateria al segon episodi de The Armando Iannucci Shows (2001). Van aparèixer als especials de Nadal del show de Gervais i Merchant Extras, emesos el desembre del 2007.
Van aparèixer en diversos episodis de la temporada 2018 de Benidorm, fent el paper d'un parell de funcionaris investigadors del frau financer entrevistant l'empleat travestit de l'hotel Les (Tim Healy).